# ケプラー31
ケプラー31 (英: Kepler-31) とは、地球からはくちょう座の方向に5773光年離れた位置にある、太陽より比較的重く、大きく、熱い恒星である。複数の太陽系外惑星が発見されている。
| 太陽 | ケプラー31 |
| ---- | ---------- |
| 太陽 | Exoplanet  |

## 惑星系
2012年にNASAが打ち上げたケプラーの観測により、4つの太陽系外惑星が発見された。しかし、その内の1つは存在がまだ確定していない。4つの惑星は、半径がそれぞれ地球の5.5倍、5.3倍、4.56倍、1.3倍である。このことから、ケプラー41b、c、dは海王星クラスのガス惑星だと考えられている。ただし、表面温度がそれぞれ 781 K (508℃)、615 K (342℃)、484 K (211℃) にもなる為、ホット・ネプチューンと呼ばれる分類に属する。ケプラー41eは、その小ささから地球のような岩石惑星の可能性が高いと考えられる。
| 名称 （恒星に近い順） | 質量    | 軌道長半径 （天文単位） | 公転周期 (日) | 軌道離心率 | 軌道傾斜角 | 半径    |
| --------------------- | ------- | ----------------------- | ------------- | ---------- | ---------- | ------- |
| e (未確認)            | —       | 0.09                    | 9.617         | —          | 89.95°     | 1.3 R⊕  |
| b                     | <6.8 MJ | 0.16                    | 20.8613       | —          | 89.95°     | 5.5 R⊕  |
| c                     | <4.7 MJ | 0.26                    | 42.6318       | —          | 89.38°     | 5.3 R⊕  |
| d                     | —       | 0.39                    | 87.648901     | —          | 89.38°     | 4.56 R⊕ |